# Jérémy Lempin
Jérémy Lempin (* 1983, Pas-de-Calais) je francouzský válečný fotograf a nezávislý dokumentární fotograf. V roce 2021 získal ocenění Istanbul Photo Award, Pictures of the Year International a World Press Photo.

## Životopis
Jérémy Lempin se narodil v Pas-de-Calais v roce 1983. Mládí prožil ve Vermelles. Jeho otec je mechanik a matka asistentka intenzivní péče.
V dospívajícím věku na něj udělaly dojem snímky Roberta Capy pořízené během vylodění v Normandii a chtěl se stát válečným fotografem.
Po absolvování fotografické stáže v Lens v La Voix du Nord složil CAP a odbornou maturitní zkoušku na Lycée des Métiers v Orthezu.

### Válečný fotograf
Jérémy Lempin narukoval ve 24 letech do Francouzského námořnictva, jako fotograf a komunikační důstojník působil na palubě letadlové lodi Charles-de-Gaulle čtyři roky, poté pokračoval ve své kariéře válečného fotografa v oddělení komunikace a audiovizuální produkce La Défense (Ecpad).
V této souvislosti se mimo jiné účastnil operace Serval v Mali a operace Sangaris ve Středoafrické republice.
V roce 2013 byl vyznamenán Křížem za vojenskou statečnost a získal také vyznamenání Médaille militaire, které mu na nádvoří Invalidovny udělil prezident Francouzské republiky François Hollande v červnu 2015.
V roce 2016 Jérémy Lempin opustil armádu a ECPAD, na konci desetileté smlouvy, aby se stal nezávislým novinářským fotografem a věnoval se hlavně sociálním tématům, kterým se v průběhu času začal věnovat.

### Dokumentární fotograf
Od října 2013 do března 2016 produkoval své první nevojenské dokumentární dílo o Stéphaneovi, pohotovostním lékaři pařížských hasičů, s názvem Le Temps d'une Vie (Doba života). Byl zejména vystaven na Press'tival de Château-Gontier v roce 2015.
Mezi srpnem 2015 a květnem 2017 vypracoval s ultra příznivci klubu Lens Racing zprávu s názvem „De Sang et d'Or“, cyklus vystavil v objektivu Louvre.
mezi červnem 2017 a květnem 2018 režíroval dokument o každodenním životě vojáků 2. výsadkového pluku se sídlem v Calvi a nasazeného v Mali s názvem Ils pissent vert et rouge., podle výrazu, který používá náčelník štábu k označení příslušnosti k velké rodině Francouzské cizinecké legie.
Od března 2017 do dubna 2021 vypracoval zprávu a zvukovou prezentaci o stavu posttraumatického stresu francouzských vojáků s názvem Aux Armes et Catera. Toto téma bylo finalistou ceny fotografického filmu na festivalu MAP v Toulouse.
V roce 2021 byla jeho zpráva Doktor Peyo a pan Hassen, která dokumentovala paliativní péči Hassena Bouchakoura s jeho koněm přezdívaným“ Dr. Peyo v nemocnici v Calais a získala tři důležité ceny za fotožurnalistiku: World Press Photo, International Award Pictures of the Year a Istanbul Photo Award
Jérémy Lempin, je od roku 2018 členem sdružení fotografů Divergence Images, žije a pracuje ve Versailles.
Jeho fotografie jsou publikovány mimo jiné v časopisech Le Figaro Magazine, VSD, L’Équipe Magazine, Le Parisien Week-end, Management, Capital, Rendez-vous photos, L'Obs, Zadig, Médiapart, The Guardian, Aftenposten, Repubblica nebo Le Pèlerin.

## Výstavy a projekce
Neúplný seznam
- 2016: RC Louvre - Mémoires sang et or (RC Louvre - Vzpomínky na krev a zlato), Louvre-Lens[21]
- 2017: De sang et d’or (Z krve a zlata), Press’tival de l’info, Château-Gontier[22]
- 2019: Ils pissent jaune et vert, festival BarrObjectif, Barro[23]
- 2021: Docteur Peyo et Mister Hassen (Doktor Peyo a pan Hassen), Visa pour l'image, Perpignan

## Ceny a ocenění
- 2020: Coup de cœur Prix ANI/Pixtrakk na festivalu Visa pour l'image, Perpignan za Aux armes et caetera[24][25].
- 2021: World Press Photo, Photo Contest, Contemporary Issues, Singles, 2. cena, za sérii Docteur Peyo et Mister Hassen[4][12]
- 2021: Istanbul Photo Award, Story Daily Life 1st Prize, za sérii Docteur Peyo et Mister Hassen[14][26][27]
- 2021: Pictures of the Year International, Award of excellence, za sérii Docteur Peyo et Mister Hassen[13]
- 2021: Yannis Behrakis International Photojournalism Award, Finalista , za sérii Docteur Peyo et Mister Hassen[28]

## Vyznamenání
- Déco Croix de la Valeur Militaire, 2013[5]
- Déco Médaille militaire, 2015[1][29]